# Arnold Rademacher

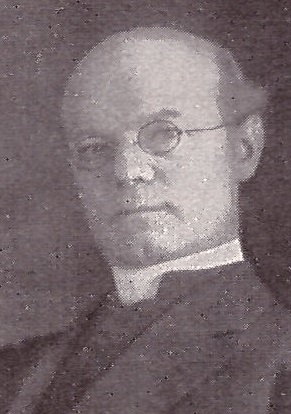
Arnold Rademacher

Arnold Rademacher (* 10. Oktober 1873 in Bocket bei Aachen (heute zu Waldfeucht, Kr. Heinsberg); † 2. Mai 1939 in Bonn) war ein katholischer Priester, Professor, Theologe und Philosoph.

## Leben
Rademacher besuchte erst das Gymnasium in Heinsberg, dann das Gymnasium in Münstereifel. Nach der Reifeprüfung am 7. Februar 1894 in Münstereifel studierte er 1894 bis 1897 Philosophie und Theologie in Bonn. Er empfing am 15. August 1898 in Köln die Priesterweihe. Die erste Kaplans- und Lehrtätigkeit war in Elberfeld von 1898 bis 1900. Anschließend wurde er Rendant und 1903 Repetent am Collegium Albertinum in Bonn. Nebenbei studierte er Philosophie und promovierte schließlich am 13. September 1900 in Tübingen zum Dr. der Theologie.
1903 wurde er Repetent für Philosophie am neu gegründeten Collegium Leoninum in Bonn, dessen Direktor er von 1907 bis 1912 war. Von 1914 bis 1922 war er Generalsekretär der Görres-Gesellschaft. Am 22. April 1917 ernannte man ihn zum Professor für Apologetik und philosophische Einleitung an der Kath.-Theol. Fakultät der Rheinischen Friedrich-Wilhelms-Universität Bonn und am 19. März 1917 zum Professor. Seinen nur als Extraordinariat bestehenden Lehrstuhl erhob man 1919 zu einem Ordinariat mit ihm als Ordinarius und Direktor des Fundamentaltheologischen Seminars. Rademacher war von 1919 bis 1920 und von 1927 bis 1928 Dekan der Kath.-Theol. Fakultät. Von 1928 bis 1929 war er Rektor der Universität.
Als Fundamentaltheologe hatte er starken Einfluss zum Beispiel auf die Studenten Ernst Moritz Roth und Erich Stephany. Als 1938 die Ehefrau seines Kollegen Paul Kahle, Marie Kahle, zusammen mit dem Sohn Wilhelm auf einem Flugblatt als Volksverräter denunziert wurden, weil sie sich für verfolgte Juden einsetzten und das auch ein Disziplinarurteil der Universität gegen den Sohn auslöste, stand er der Familie sehr eng zur Seite.  Nach dem Wintersemester 1938/39 wurde er emeritiert, aber Rademacher wollte sein Fach bis zu dessen Neubesetzung vertreten. Am Tag des Vorlesungsbeginns starb er völlig unerwartet. Begraben wurde er auf dem Poppelsdorfer Friedhof. Sein Grab ist eines von mehreren Ehrengräbern der Stadt auf diesem Friedhof.
Rademacher war seit 1913 Mitglied beim Akademisch-Wissenschaftlichen Verein Renaissance zu Bonn (jetzt KDB Rheno-Guestphalia zu Bonn im RKDB).

## Schriften
- Die übernatürliche Lebensordnung nach der Paulinischen und Johanneistischen Theologie, Herder, Freiburg i. Br., 1903
- Der Entwicklungsgedanke in Religion und Dogma, J. P. Bachem, Köln, 1914
- Gnade und Natur, Volksverein, Mönchengladbach, 1914, 2. verm. Aufl., 1925 3. verm. Aufl. 7. u. 8.
- Die Vaterlandsliebe nach Wesen, Recht und Würde, J. P. Bachem, Köln, 1915
- Das Seelenleben der Heiligen, Bonifacius-Druckerei, Paderborn, 1916, 1920, 1922, 1923, 4. u 5. Aufl.
- Die religiöse Lage des heutigen gebildeten Katholiken und ihre Forderungen, Schwann, Düsseldorf, 1919, 2. Aufl.
- Religiöse Verinnerlichung, Junfermannsche Buchh., Paderborn, 1920
- Die Gottsehnsucht der Seele, Theatiner-Verlag, München, 1922, 2. Aufl. 1924
- Vernünftiger Glaube, Herder & Co, Freiburg, 1923
- Religion und Leben, Herder & Co, Freiburg, 1926, 1929 2. verb. Aufl.
- Das neue Leben in Christus, Missionsdruckerei, Kaldenkirchen, 1927
- Die Kirche als göttlich-menschliche Gemeinschaft und Gesellschaft, Junfermannsche Buchh., Paderborn, 1928
- Wissenschaft und Leben, Bonner Universitäts-Buchdruckerei Gebr. Scheur, Bonn, 1929
- Die Kirche als Gemeinschaft und Gesellschaft, Literar. Inst. von Haas & Grabherr, Augsburg, 1931
- Godsdienst en laven, Vlaamsche Drukkerij, Leuven, 1932
- Religion et vie, Edition de la cite chretienne, Bruxelles, 1934
- Religion und Bildung, Peter Hanstein, Bonn, 1935
- Religja a zycie, Księgarnia SW. Wojciecha, Poznań, 1935
- Die Wiedervereinigung der christlichen Kirchen, Peter Hanstein, Bonn, 1937
- Die innere Einheit des Glaubens. Ein theologisches Prolegomenon zur Frage der Kirchenunion. Peter Hanstein, Bonn 1937.
- Der Glaube als einheitliche Lebensform, Peter Hanstein, Bonn, 1937
- Der religiöse Sinn unserer Zeit und der ökumenische Gedanke, Peter Hanstein, Bonn, 1939
- Philosophisch-apologetische Grundlegung der Theologie, Peter Hanstein, Bonn, als Ms. gedr.
- Arnold Rademacher, seine Reden und Aufsätze, Peter Hanstein, Bonn, 1940
- Religion and life, Scepter, Chicago, 1961
- 1914–1922: Herausgeber der Jahresberichte der Görresgesellschaft
- 1936–1939: Herausgeber der Grenzfragen zwischen Theologie und Philosophie